# Allodapa
Allodapa ist eine Gattung der Spulwürmer mit fünf Arten. Sie sind Parasiten im Darm von Vögeln (Rallen, Hühner- und Sperlingsvögel) sowie amerikanischen Beuteltieren.

## Merkmale
Allodapa-Arten sind Allodapinae, bei denen zwischen den Lippen keine Grübchen vorhanden sind. In der Untergattung Allodapa ist die Mundöffnung einfach gebaut, bei der Untergattung Labiodapa (Quentin, 1969) wird sie von sechs Lippenlappen umgeben.

## Systematik
Das Interim Register of Marine and Nonmarine Genera weist folgende Arten aus:
- Allodapa amhersti (Azim, 1931)
- Allodapa indica (Rathore & Nama, 1988)
- Allodapa noctuae Seurat, 1914
- Allodapa suctoria Molin, 1860